# Terence Tchiknavorian
Terence Tchiknavorian (* 22. April 1992 in Avignon) ist ein französischer Freestyle-Skier. Er startet in der Disziplin Skicross. 

## Werdegang
Tchiknavorian startete als Skicrosser am 31. Januar 2009 in Le Sauze erstmals im Europacup und belegte dabei den 21. Platz. Sein erstes Weltcuprennen absolvierte er am 11. Januar 2012 in Alpe d’Huez, das er auf dem 38. Rang beendete. Bei den Juniorenweltmeisterschaften 2012 und 2013 in Chiesa in Valmalenco gewann er jeweils die Silbermedaille. In der Saison 2012/13 erreichte er mit zwei zweiten Plätzen und einem Sieg den zweiten Platz in der Skicross-Wertung des Europacups. Am 15. März 2014 gelang ihm mit Platz sieben in Åre die erste Top-10-Platzierung im Weltcup. In der Saison 2014/15 kam er bei elf Weltcupstarts zweimal auf den vierten Platz und belegte damit den 20. Platz im Skicross-Weltcup. Bei den Winter-X-Games 2016 in Aspen fuhr er auf den 20. Platz.
Zu Beginn der Saison 2017/18 erreichte Tchiknavorian am 7. Dezember 2017 mit dem dritten Platz in Val Thorens seine erste Podestplatzierung im Weltcup. Eine Woche später folgte im Montafon ein zweiter Platz. Den ersten Sieg konnte er am 11. Dezember 2021 im Val Thorens feiern.
Tchiknavorian nahm bisher an 56 Weltcuprennen teil und belegte dabei zwölfmal eine Platzierung unter den ersten zehn (Stand: Ende Dezember 2017).
Sein jüngerer Cousin Melvin Tchiknavorian ist ebenfalls als Skicrosser aktiv.

## Erfolge

### Weltcup
Tchiknavorian errang im Weltcup bisher 10 Podestplätze, davon 3 Siege:
| Datum             | Ort         | Land       |
| ----------------- | ----------- | ---------- |
| 11. Dezember 2021 | Val Thorens | Frankreich |
| 12. Dezember 2022 | Arosa       | Schweiz    |
| 22. Dezember 2023 | Innichen    | Italien    |

Weltcupwertungen:
| Saison  | Gesamt | Gesamt | Skicross | Skicross |
| Saison  | Platz  | Punkte | Platz    | Punkte   |
| ------- | ------ | ------ | -------- | -------- |
| 2013/14 | 183.   | 4      | 42.      | 48       |
| 2014/15 | 66.    | 16     | 20.      | 175      |
| 2015/16 | 90.    | 14,42  | 22.      | 172      |
| 2016/17 | 81.    | 17,29  | 15.      | 242      |
| 2017/18 | 45.    | 24.50  | 10.      | 245      |
| 2019/20 | 117.   | 10,73  | 24.      | 118      |
| 2020/21 |        |        | 33.      | 84       |
| 2021/22 |        |        | 2.       | 506      |
| 2022/23 |        |        | 10.      | 303      |
| 2023/24 |        |        | 9.       | 514      |

### Europacup
- Saison 2012/13: 2. Skicross-Disziplinenwertung
- 3 Podestplätze, davon 1 Sieg

### Juniorenweltmeisterschaften
- Chiesa in Valmalenco 2012: 2. Skicross
- Chiesa in Valmalenco 2013: 2. Skicross

### Weitere Erfolge
- Winter-X-Games 2016: 20. Skicross